# Yohan Blake
Yohan Blake (Parròquia de Sant James, 26 de desembre de 1989) és un atleta de velocitat jamaicà. En els Jocs Olímpics ostenta dues medalles d'or en els relleus 4×100 metres, i una de plata en les proves de 100 i 200 metres, respectivament. També va ser campió mundial en l'especialitat de 100 m l'any 2011.
A més, posseeix el segon millor registre de la història en la prova dels 200 m amb 19,26 s, per darrere d'Usain Bolt (19,19), i el tercer millor en els 100 m amb 9,69s, per darrere de les dues millors marques d'Usain Bolt (9,58 i 9,63), i empatat amb Tyson Gay.

## Trajectòria
Als 15 anys, va arribar a la secundària de la St. Jago High School provinent de l'escola Green Park All-Age, el director havia recomanat al jove atleta. A St. Jago va estar sota la direcció de l'entrenador Danny Hawthorne, i el 2005 ja competia en el campionat mundial juvenil, on deixà una marca personal de 10,56 s en els 100 m.
Pel 2006, Blake va rebaixar aquesta marca personal a 10,33 s, amb una victòria en el campionat júnior de Centreamèrica i del Carib en Port-of-Spain, Trinitat i Tobago. A més, en el campionat nacional juvenil de Jamaica va guanyar dues medalles d'or en els 100 m i 200 m llisos; i en els Jocs CARIFTA va aconseguir la victòria en els 200 m amb un registre de 21,21 s. Posteriorment va participar en el campionat mundial júnior d'atletisme, en què va aconseguir la medalla d'or en la prova de relleu 4×100 m, i la de bronze amb un temps de 10,42 s en els 100 m.
No obstant això, va començar a trncar en l'escena internacional als Jocs CARIFTA de 2007 a Providenciales, Illes Turks i Caicos, quan va superar la marca nacional júnior de 10,19 s en els 100 m que havia estat en poder del medallista olímpic Raymond Stewart des 1984: ho va fer a la ronda de classificació amb una marca de 10,18 s, i novament va tornar a rebaixar aquest temps a la final amb un registre de 10,11 s. La gesta va convèncer al seu entrenador que tenia a les mans a una nova estrella de l'atletisme.
En el 2008 va assistir per segona vegada al campionat mundial júnior i es va situar en la quarta posició en els 100 m (10,51s), tot i que era el favorit per guanyar la prova. A més va guanyar la medalla de plata com a part de l'equip de relleus de 4×100 m.
La seva ascendent carrera es va interrompre el setembre de 2009, quan va admetre l'ús de metilxantina abans del campionat nacional jamaicà del mes de juny d'aquell any, per la qual cosa va ser suspès per tres mesos al costat de Lansford Spence, Marvin Anderson i Allodin Fothergill. Aquesta substància no era prohibida per l'Agència Mundial Antidopatge en aquell moment, però la federació jamaicana va decidir aplicar la sanció igualment.

### Primers títols mundials

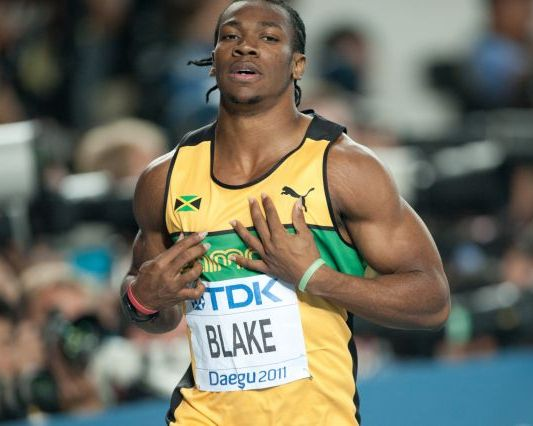
Blake a Daegu 2011.

El juny de 2011, ja dirigit per l'entrenador Glen Mills, va obtenir una plaça per assistir al campionat mundial de Daegu, per haver quedat en segona posició en la final dels 100 m en les proves classificatòries de Jamaica amb un temps de 10,09s, tot just 1/100 per darrere de Asafa Powell. Ja en la competició mundial, va aconseguir arribar a la final.
El seu amic i company d'equip Usain Bolt era el gran favorit per guanyar la prova, però va acabar desqualificat per una sortida nul·la. Blake guanyà la medalla d'or amb una marca de 9,92s, convertint-se en el campió mundial d'atletisme més jove de la història amb 21 anys i 244 dies. També va aconseguir un rècord mundial en la cursa de relleus 4×100 m al costat de Nesta Carter, Michael Frater i Usain Bolt, amb un registre de 37,04 s.
Uns dies més tard, el 16 de setembre a Brussel·les, Bèlgica, en l'última jornada de la Lliga de Diamant, va cronometrar la millor marca de l'any i el segon millor temps de la història en els 200 m, per sota del rècord aconseguit pel mateix Bolt el 2009, amb un registre de 19,26 s.

### Debut en els Jocs Olímpics

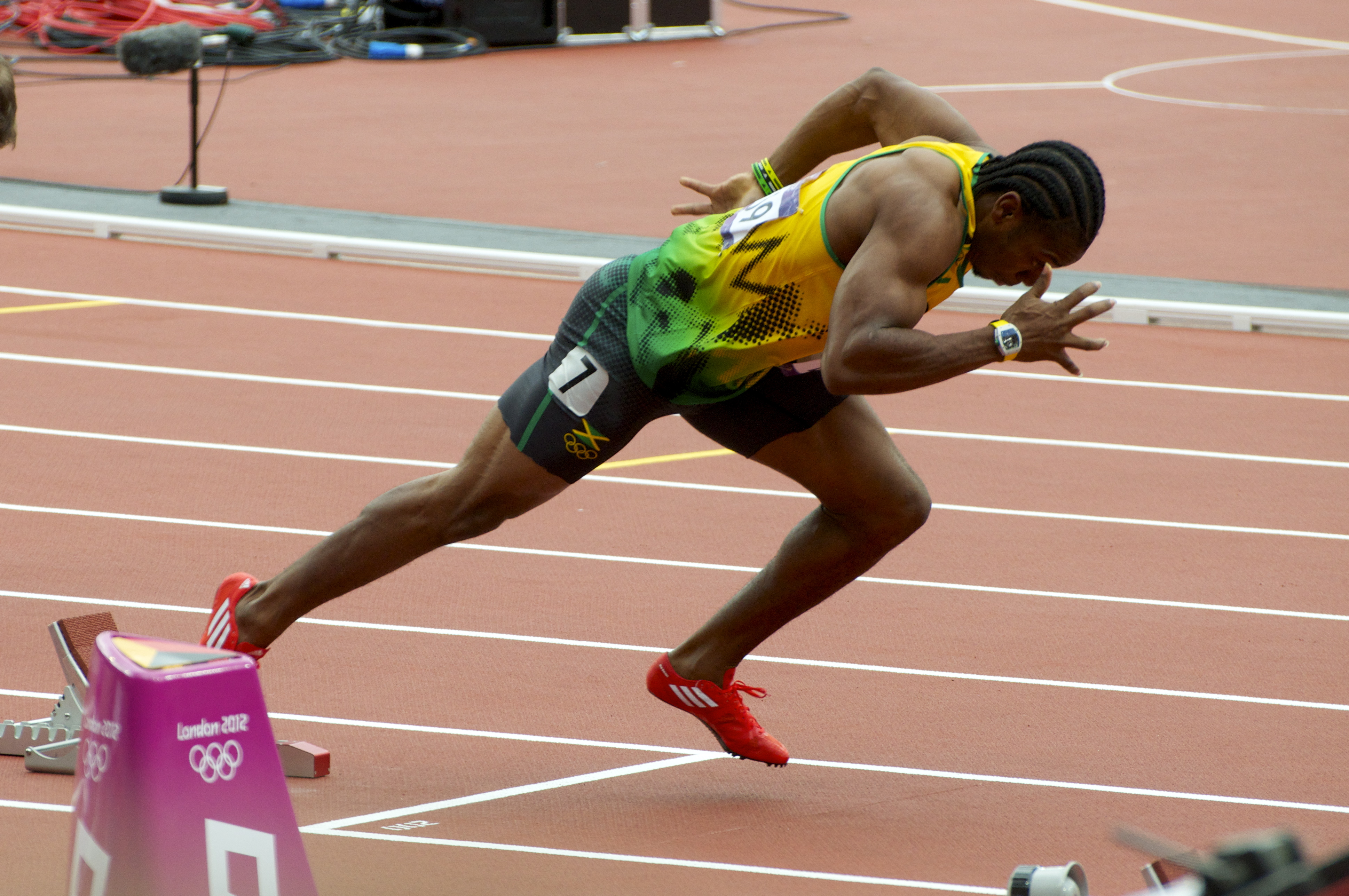
Yohan Blake a la sortida de la classificació N° 4 de Londres 2012.

El 2012, Blake buscava la seva classificació per als Jocs Olímpics de Londres en els trials de Jamaica disputats el 29 de juny, i es va imposar en la final dels 100 m amb un registre de 9,75 s per davant del plusmarquista Usain Bolt (9,86 s), qui es trobava invicte en la prova per des de feia dos anys. A més, la marca es va situar com la quarta millor de la història, superada per Usain Bolt (9,58 s), Tyson Gay (9.69 s) i Asafa Powell (9.72 s). L'endemà passat es va endur la victòria en els 200 m amb un temps de 19,80 s, i novament va superar a Bolt, que es va situar a tres centèsimes.
A Londres, va aturar el cronòmetre en els 9,85 segons a la ronda semifinal dels 100 m; i en la final era un dels quatre velocistes participants que havien aconseguit les millors marques de la història de l'esdeveniment, per la qual cosa, més tard, ha estat considerada com la millor carrera de tots els temps. Un d'ells era Usain Bolt qui es va endur la medalla d'or i una nova marca olímpica de 9,63 s, revalidant el títol del 2008. Blake va acabar en el segon lloc amb una marca de 9,75 s, igualant la seva millor marca personal. Després del resultat va dir: «[Bolt] és el més ràpid del món, i jo tinc una medalla de plata. Què més puc demanar? Tenir el segon lloc és un honor».
També va guanyar una altra medalla de plata en la prova dels 200 m amb una marca de 19,44 s, en què va ser superat novament per Bolt (19,32 s), mentre que el tercer lloc el va ocupar un altre jamaicà: Warren Weir (19,84 s). No obstant això, en l'equip jamaicà de relleus 4×100, en el qual va ocupar la tercera posició, va aconseguir la medalla d'or assolint un nou rècord olímpic i mundial de 36,84 segons, al costat de Nesta Carter, Michael Frater i Usain Bolt.
Després de competir a Londres, va rebaixar en sis centèsimes la seva pròpia marca personal dels 100 m. Ho va fer a Lausana amb un temps de 9,69 s (-0,1 m/s), de manera que va equiparar la tercera millor marca de tots els temps, la qual és compartida amb Tyson Gay i Usain Bolt.

### Temporada 2013
Malgrat que Blake va iniciar la seva pretemporada de 2013 competint en les proves de 400 m i en curses de relleus, al mes d'abril una lesió en els músculs isquiotibials de la cama dreta li van impedir continuar la seva preparació, i va estar sis setmanes de baixa. Tot i que es considerava que no era de gravetat, al mes de juliol es va anunciar que seria sotmès a una operació, de manera que va quedar fora del campionat mundial de Moscou i no va poder defensar el seu títol del 2011 en els 100 m.

### Temporada 2014
De nou a la competicions, va guanyar la medalla d'or en el 4×100 metres relleus amb Nesta Carter, Nickel Ashmeade i Julian Forte al Campionat Mundial de Curses de Relleus de 2014 celebrat a Nassau, Bahames. També va guanyar la medalla d'or en els 4×200 metres relleus al costat de Nickel Ashmeade, Warren Weir i Jermaine Brown amb una nova marca mundial (1:18,63). En ambdues carreres va ser l'últim dels relleus. No obstant això, va haver de finalitzar la temporada a Glasgow per la Lliga de Diamant al mes de juliol, quan va abandonar la carrera per una nova recaiguda de la seva lesió.

### Temporada 2015
El juny de 2015, va participar en el campionat nacional de Jamaica, amb l'objectiu de guanyar una quota per al campionat mundial de Pequín. Amb el temor de recaure novament de la seva lesió, en els 100 m Blake es va presentar amb una marca prèvia de 10,21 s, lluny dels seus millors temps, i la qual no va millorar en registrar 10,36 s en les semifinals, fet que el va deixar fora del certamen mundial.

### Temporada 2016
El 2016 va tractar de començar una nova etapa en la seva carrera esportiva, tant que va decidir desfer-se del sobrenom «La bèstia» sobre la base de les seves conviccions cristianes. De fet, no tenia grans expectatives per a la temporada i va participar en poques carreres abans del campionat nacional jamaicà a finals de juny -Competició en què l'estrella Usain Bolt havia decidit retirar-se per una lesió-, i va guanyar la seva classificació als Jocs Olímpics de Rio de Janeiro amb primers llocs en els 100 i 200 metres amb registres de 9,95 s i 20,29 s respectivament. A Rio de Janeiro el seu millor resultat el va obtenir en la cursa de relleus 4×100 m, en què va aconseguir la seva segona medalla d'or olímpica, mentre que a la final dels 100 m va quedar quart amb una marca de 9,93 s. Per contra, en els 200 m no va passar de les rondes de semifinals.

### Temporada 2017
Per a la temporada de 2017, Blake donava mostres d'entusiasme, especialment per la retirada del seu company Usain Bolt, ja que s'esperava que ell ocuparia el seu lloc com a protagonista de les carreres de velocitat. No obstant, en la seva primera gran competició de l'any, el campionat mundial de curses de relleus, l'equip jamaicà de 4×100 del qual formava part va quedar eliminat en la ronda preliminar, encara que en la cursa de 4×200 m es va adjudicar la medalla de bronze. Però en el mes de juny la situació va fer un tomb a favor seu quan va guanyar tant les proves de 100 m i 200 m amb marques de 9,90s i 19,97s respectivament, en el campionat nacional jamaicà. El juliol, l'ombra de les lesions van tornar a la seva persona quan va sentir molèsties a l'engonal, fet que el va obligar a retirar-se de Rabat en els 100 m encara que ell va assegurar que no era una lesió.
D'aquesta manera es va presentar al seu segon campionat mundial, al qual no assistia des de 2011. En aquest certamen va arribar a la final de la prova de velocitat dels 100 m però va quedar fora de podi en ubicar-se en la quarta posició amb una marca de 9,99 s, per la seva banda, en els 200 m, el seu temps en semifinals de 20,52 s va ser insuficient per arribar a la final.

### Temporada 2018
El 2018 es va presentar per primera vegada als Jocs de la Mancomunitat, amb seu a Gold Coast (Austràlia) i, malgrat la seva qualitat de favorit en les proves, va aconseguir dues medalles de bronze: en els 100 m -amb dos sud-africans per davant- i l'altra a la cursa de relleus 4×100 m. Posteriorment va assistir a tres competiciions de la Lliga de Diamant en l'etapa de classificació en els 100 m, en què va acabar dues vegades en quarta posició, i una el cinquè, mentre que a la final de la prova a Brussel·les va ser tercer amb un registre de 9,94 s. Al setembre va participar en la copa continental de la IAAF amb l'equip de les Amèriques i va ser vuitè en la cursa dels 100 m amb un temps de 11,99 s, encara que quedà en primer lloc en la cursa de relleus 4×100 m.

### Temporada 2019
Blake va assistir per tercera vegada a un campionat mundial, en aquesta ocasió celebrat a Doha, i va córrer en tres proves de velocitat: únicament en els 100 m va aconseguir guanyar un lloc per anar a la final, en la qual va ser cinquè (9,97 s), mentre que als 200 m va quedar relegat a semifinals i en el relleus 4×100 l'equip jamaicà va acabar la seva participació a la ronda de classificació.

## Marques personals
| Prova   | Marca   | Lloc                 | Data       |
| ------- | ------- | -------------------- | ---------- |
| 100 m   | 9,69 s  | Lausana, Suïssa      | 24/08/2012 |
| 200 m   | 19,26 s | Brussel·les, Bèlgica | 16/09/2011 |
| 4×100 m | 36,84 s | Londres, Regne Unit  | 11/08/2012 |